# Río Combarbalá
Río Combarbalá är ett vattendrag i Chile.   Det ligger i regionen Región de Coquimbo, i den centrala delen av landet, 260 km norr om huvudstaden Santiago de Chile.
Omgivningarna runt Río Combarbalá är i huvudsak ett öppet busklandskap. Runt Río Combarbalá är det mycket glesbefolkat, med 7 invånare per kvadratkilometer.